# De danseres van Le Gai-Moulin
De danseres van Le Gai-Moulin Frans:La danseuse du Gai-Moulin) is een misdaadroman uit de Maigret-reeks die Georges Simenon in september 1931 schreef in een villa in het Normandische plaatsje Ouistreham. Het boek werd bij Fayard uitgebracht in november 1931.

## Samenvatting
In de Luikse nachtclub Le Gai-Moulin brengen twee tieners, Jean Chabot en René Delfosse, de avond door met Adèle Bosquet, met wie ze zitten te flirten. Na sluitingstijd laten ze zich opsluiten in de kelder om de kassa te kunnen plunderen. Wanneer ze op het punt staan om hun slag te slaan, ontdekken ze in het donker het lichaam van een man, die zij herkennen als Ephraim Graphopoulos, een klant van de nachtclub. 

## Nederlandse vertaling
- De danseres van Le Gai-Moulin, vertaald door Jan Pieter van der Sterre. De Bezige Bij Antwerpen, 2014